# Josh Huestis
Josh Sutton Huestis (Webster, 19 dicembre 1991) è un ex cestista statunitense.

## Carriera

### Draft NBA 2014
Dopo quattro stagioni in NCAA con gli Stanford Cardinal (di cui l'ultima chiusa con oltre 11 punti e 8 rimbalzi di media) venne scelto alla ventinovesima chiamata del Draft 2014 dagli Oklahoma City Thunder.

### Oklahoma Blue (2014-2015)
Gli Oklahoma City Thunder non richiamarono Huestis che andò a giocare così negli Oklahoma City Blue, squadra della D-League affiliata proprio ai Thunder. Huestis rimase agli Oklahoma Blue per tutta la stagione segnando 453 punti in 44 partite tenendo di media 10,3 punti a partita.

### Oklahoma City Thunder (2015-2018)
Il 1º agosto 2015 Huestis venne richiamato dagli Oklahoma City Thunder con cui firmò un contratto triennale con opzione per il quarto e per il quinto anno.

## Statistiche NBA

### Regular season
| Stagione | Squadra          | PG | PI | MPG  | FG%  | 3P%  | FT%  | RPG | APG | SPG | BPG | PPG |
| -------- | ---------------- | -- | -- | ---- | ---- | ---- | ---- | --- | --- | --- | --- | --- |
| 2015-16  | Oklahoma Thunder | 5  | 0  | 11,0 | 41,7 | 66,7 | 0,0  | 2,0 | 0,0 | 0,2 | 0,4 | 2,8 |
| 2016-17  | Oklahoma Thunder | 2  | 0  | 15,5 | 54,5 | 50,0 | 0,0  | 4,5 | 1,5 | 0,0 | 1,5 | 7,0 |
| 2017-18  | Oklahoma Thunder | 69 | 10 | 14,2 | 33,0 | 28,7 | 30,0 | 2,3 | 0,3 | 0,2 | 0,6 | 2,3 |
| Carriera | Carriera         | 76 | 10 | 14,1 | 34,6 | 31,2 | 24,0 | 2,4 | 0,3 | 0,2 | 0,6 | 2,5 |

### Play-off
| Anno     | Squadra          | PG | PI | MPG | FG%  | 3P%  | FT%  | RPG | APG | SPG | BPG | PPG |
| -------- | ---------------- | -- | -- | --- | ---- | ---- | ---- | --- | --- | --- | --- | --- |
| 2016     | Oklahoma Thunder | 2  | 0  | 5,0 | 33,3 | 50,0 | -    | 1,5 | 0,0 | 0,0 | 0,0 | 1,5 |
| 2018     | Oklahoma Thunder | 4  | 0  | 4,8 | 50,0 | 0,0  | 50,0 | 0,8 | 0,0 | 0,3 | 0,3 | 0,8 |
| Carriera | Carriera         | 6  | 0  | 4,8 | 40,0 | 50,0 | 50,0 | 1,0 | 0,0 | 0,2 | 0,2 | 1,0 |

## Palmarès
- Campione NIT (2012)